# 海保宣生
海保 宣生（かいほ のぶお、1941年12月21日- 2015年4月19日）は、東京都出身の元バスケットボール選手、スポーツ指導者。元バスケットボール男子日本代表。
日本プロサッカーリーグ（Jリーグ）に所属するサッカークラブである鹿島アントラーズ及びモンテディオ山形の運営会社幹部を務めていたことでも知られる。

## 人物

### 住友金属→鹿島時代
東京都出身。立教大学経済学部経済学科を卒業後、住友金属工業（現・日本製鉄）に入社。籠球団（バスケットボール部）に所属し、1964年東京オリンピックのバスケットボール競技において日本代表チームの一員として活躍した。現役引退後は立教大学体育会バスケットボール部の監督を経て住友金属の監督も歴任した。住友金属の監督退任後は社業に戻り、建設エンジニアリング事業本部副本部長などを歴任した。
1996年4月、住友金属が出資して設立されたJリーグ・鹿島アントラーズの運営会社「鹿島アントラーズ・エフ・シー」に出向し、常務取締役を務めた。2000年10月に退任。
鹿島退任後は2001年5月からバスケットボール女子日本リーグ機構専務理事を務め、2003年5月からバスケットボール女子日本リーグ機構顧問に就任。住友金属退職後は地元の千葉県で総合型スポーツクラブの立ち上げに尽力していたという。

### 山形時代
2006年、J2（当時）のモンテディオ山形を運営する社団法人山形県スポーツ振興21世紀協会（スポーツ山形21）の理事長を退任した金森義弘の後任選びの際、齋藤弘山形県知事（当時）が日本サッカー協会会長（当時）の川淵三郎に人選を依頼し、その紹介を受けて5月24日の第18回通常総会で新理事長に就任。しかし海保自身山形に地縁がなく、この人事が県知事によるトップダウンだった事もあり、理事会やフロントからは決して歓迎されていなかった。本人も「当初、周囲の目は冷ややかだったね」と後に語っている。
当時のクラブは金森の経営計画のずさんさから約1億3000万円という大幅な赤字を抱え、その補填策としてJ1昇格の為の準備金を取り崩さなければならなくなり、一方で予算規模は7億程度にとどまるなど、内外にその厳しい台所事情を露呈。またチーム成績も2年連続で下位に低迷していた。一方でホームゲーム前にはサポーターの輪に加わって意見を交わし、サポーターからは「過剰と言ってもいいくらい」（海保氏）の期待を感じ取り、ここから手腕を発揮することになる。
経営基盤強化のため、後援会特典の無料入場を廃止し、さらに入場料を値上げした。また「イレブンミリオンプロジェクトグループ」を立ち上げ、サポーターや諸団体との懇談会「BMミーティング」を開いて入場者数増加やファンサービス向上の為の対策を練り、実行に移していった。これらの改革には前理事長時代からのフロント職員などが反対、抵抗するなど、「味方はサポーターだけ」という厳しい状況だったが、結果として入場者数、入場料収入を増加させ事業規模を倍にするなど成果を挙げた。
チーム強化では「俺はサッカーのことはわからないから」と現場には口出しせず、代わりに鹿島の前身の住友金属工業蹴球団時代から鹿島のスカウトとして活躍し、既に第一線を退いていた平野勝哉を強化育成アドバイザーとして招聘、後にチームの主力となる山田拓巳や伊東俊獲得のための道筋を作る。さらに2007年には、前身のNEC山形サッカー部の創設に関わり、スポーツ山形21への移行時に社業に戻っていた中井川茂敏をGMとして10年ぶりにクラブに復帰させ、鹿島で活躍の場を失っていたDF石川竜也の獲得にも尽力。翌2008年には中井川が大分トリニータをJ1に昇格させた実績のある小林伸二を監督に招聘。公益法人で成り立つチームの特色から運営資金は少なく、主力の多くをレンタル移籍に頼る形ながら小林の堅実な守備をベースとした戦術はチームにフィット。短期間で力を付けたチームは豊田陽平らの活躍もあり快進撃を見せる。この年J2を2位で終え、海保の就任から3年目でJ1昇格を果たした。
2009年、初昇格に大きく貢献した豊田が移籍。実績のある古橋達弥や、一部のレンタル選手が完全移籍を果たすも戦力の見劣りは否めず、近年の昇格チームの不振もあり多くの専門家に降格を予想された。しかし、J1初戦のジュビロ磐田戦を6-2という大勝で飾ると、序盤8節で4勝、勝ち点14を獲得する。以降は苦戦を強いられたが、この年降格した3チームに4勝2分と要所で勝ち点を重ね、最終節を残して残留を確定させた。そして最終節、試合終了後の関係者挨拶で「戦前の予想は、ダントツの最下位。ざまあみやがれってんだ!」と叫んだ海保に、場内は笑いに包まれ、歓声と拍手が送られ、挨拶後には“海保コール”が巻き起こった。
翌2010年も降格候補に挙げられながら田代有三らの活躍で残留を果たしたが、心筋梗塞の発作に見舞われたこともあり、この年の3月をもって健康上の理由により勇退した。

### 晩年
山形の理事長退任後は地元の千葉県に戻って活動を続けていた。
2015年4月19日23時26分、胆管癌のため、死去。73歳没。